# Вила Марија (Ливорно)
Вила Марија је насеље у Италији у округу Ливорно, региону Тоскана.
Према процени из 2011. у насељу је живело 50 становника. Насеље се налази на надморској висини од 66 м.